# Goal
Goal — новостной сайт, ориентированный на футбольную тематику. В настоящее время находится во владении компании DAZN Group. Goal является одним из крупнейших в мире новостных сайтов, посвящённых футболу и спорту в целом. Этот сайт предоставляет пользователям отчёты о сыгранных, текущих и предстоящих футбольных матчах, а также публикует последние новости, связанные с футболом.

## История
В феврале 2011 года Goal был приобретён компанией Perform Group. В 2012 году Управление по налоговым и таможенным сборам Великобритании провело расследование этого веб-сайта на предмет использования стажёров, работающих бесплатно. В августе 2016 года Perform Group запустила сервис онлайн-трансляции спортивных видео, получивший название DAZN. В сентябре 2018 года Perform Group была разделена на две компании: DAZN Group, названная в честь основанного ранее стримингового сервиса, и Perform Content. После разделения сайт Goal перешёл во владение DAZN Group.
В 2017 году Goal был признан лучшим сайтом спортивных новостей по версии The Drum Online Media Awards. В марте 2019 года DAZN реорганизовал подразделение Perform Media в DAZN Media, в состав которого вошел GOAL. В конце 2020 года GOAL, а также Spox и Voetbalzone были объединены в новую компанию под названием FootballCo. Вскоре после этого контрольный пакет акций FootballCo. был приобретен компанией Integrated Media Company (IMC), которая является подразделением TPG Capital. 

## Goal 50
C сезона 2007/08 журналисты сайта Goal ежегодно определяют 50 лучших игроков прошедшего сезона, этот список получил название Goal 50. С сезона 2018/19 в него входят 25 мужчин и 25 женщин, победитель также определяется как среди мужчин, так и среди женщин.

### Мужчины
| Сезон   | Победитель          | Клуб              |
| ------- | ------------------- | ----------------- |
| 2007/08 | Криштиану Роналду   | Манчестер Юнайтед |
| 2008/09 | Лионель Месси       | Барселона         |
| 2009/10 | Уэсли Снейдер       | Интернационале    |
| 2010/11 | Лионель Месси       | Барселона         |
| 2011/12 | Криштиану Роналду   | Реал Мадрид       |
| 2012/13 | Лионель Месси       | Барселона         |
| 2013/14 | Криштиану Роналду   | Реал Мадрид       |
| 2014/15 | Лионель Месси       | Барселона         |
| 2015/16 | Криштиану Роналду   | Реал Мадрид       |
| 2016/17 | Криштиану Роналду   | Реал Мадрид       |
| 2017/18 | Лука Модрич         | Реал Мадрид       |
| 2018/19 | Вирджил ван Дейк    | Ливерпуль         |
| 2019/20 | Роберт Левандовский | Бавария           |

### Женщины
| Сезон   | Победитель      | Клуб(ы)          |
| ------- | --------------- | ---------------- |
| 2018/19 | Меган Рапино    | Рейгн            |
| 2019/20 | Пернилле Хардер | Вольфсбург Челси |

## NxGn
С сезона 2015/16 Goal также публикует список 50 лучших игроков сезона до 19 лет, он получил название NxGn

### Победители
| Сезон   | Победитель            | Клуб              |
| ------- | --------------------- | ----------------- |
| 2015/16 | Юри Тилеманс          | Андерлехт         |
| 2016/17 | Джанлуиджи Доннарумма | Милан             |
| 2017/18 | Джастин Клюйверт      | Аякс              |
| 2018/19 | Джейдон Санчо         | Боруссия Дортмунд |
| 2019/20 | Родриго               | Реал Мадрид       |